# Zielonka (Gołdap)
Zielonka ist ein Dorf in der polnischen Woiwodschaft Ermland-Masuren und gehört zur Stadt- und Landgemeinde Gołdap (Goldap) im Powiat Gołdapski.
Zielonka liegt im Nordosten der Woiwodschaft Ermland-Masuren, fünf Kilometer südwestlich der Kreisstadt Gołdap. Das Dorf ist über die polnische Woiwodschaftsstraße DW 650 (einstige deutsche Reichsstraße 136) zu erreichen, von der bei Wronki Wielkie (Groß Wronken) eine Nebenstraße in Richtung Jabłońskie (Jeblonsken) abzweigt.
Zielonka ist ein nach 1945 gebildeter Ort, der nicht auf eine frühere preußische bzw. deutsche Siedlung zurückzuführen ist. Daher gibt es keine deutsche Ortsbezeichnung. Zielonka ist eine Ortschaft im Verbund der Stadt- und Landgemeinde Gołdap im Powiat Gołdapski innerhalb der Woiwodschaft Ermland-Masuren.
Kirchlich ist der Ort nach Gołdap ausgerichtet, wobei die katholische Pfarrgemeinde Teil des Dekanats Gołdap im Bistum Ełk (Lyck) der Katholischen Kirche in Polen, die evangelische Kirchengemeinde eine Filialgemeinde der Pfarrei in Suwałki in der Diözese Masuren der Evangelisch-Augsburgischen Kirche in Polen ist.